# Papa Lumière
Pour plus de détails, voir Fiche technique et Distribution.
Papa Lumière est un film français réalisé par Ada Loueilh, sorti en 2015.

## Synopsis
Aéroport Charles de Gaulle, avril 2011. Jacques et Safi débarquent d'Abidjan, d'où ils ont été rapatriés en urgence. Lui a le cuir vieux, tanné par l'Afrique et sa vie d'hôtelier expatrié. Elle, sa fille métisse de 14 ans, a pris l'habitude de vivre avec sa mère et ne sait que penser de ce père grande gueule et foireux qui l'a embarquée avec lui d'un coup. Déplacés dans un centre d'accueil à Nice, ils vont apprendre à se regarder, à se connaître, à s'aimer peut-être. Mais il y Gloria, aussi, la mère de Safi, laissée dans la tourmente d'Abidjan et injoignable...

## Fiche technique
- Titre : Papa Lumière
- Réalisation : Ada Loueilh
- Scénario : Ada Loueilh
- Productions : Les Films Du Kiosque
- Producteurs : François Kraus, Denis Pineau-Valencienne
- Société de distribution : Le Pacte
- Pays d'origine :  France
- Langue originale : français

## Distribution
- Niels Arestrup : Jacques
- Julia Coma : Safi
- Natacha Lindinger : Elyane
- Bruno Todeschini : Guy
- Venantino Venantini : gérant de l'hôtel
- Sabine Pakora : La matrone
- Christian Baltauss : directeur du centre d'accueil
- Marc Prin : Le patron du supermarché